# Bella Achatovna Achmadulina
Bella Achatovna Achmadulina (in russo Белла Ахатовна Ахмадулина?; Mosca, 10 aprile 1937 – Mosca, 29 novembre 2010) è stata una poetessa russa.

## Biografia
Nata da padre tataro e da madre italo-russa, con la raccolta di liriche La corda (1962), improntate a un arduo tecnicismo verbale, si pose in prima fila, insieme a Evtušenko (che fu suo primo marito) e Andrej Voznesenskij, nella nuova generazione poetica poststaliniana, cui il recente disgelo aveva consentito una certa libertà di ispirazione e il distacco dalla retorica ufficiale. Nell'ambito di un severo, tradizionale impianto metrico, la Achmadulina ha condotto un'originale ricerca sul linguaggio, attenta alle inflessioni gergali, ma sempre guidata da un'ansia di purezza espressiva e della fede nella funzionalità simbolica della parola. Nelle sue raccolte più recenti (Lezioni di musica, 1969; Poesie, 1975; Il mistero, 1983), così come nelle liriche apparse su giornali e riviste (anche nel circuito clandestino del samizdat), esprime la meditazione sul destino dell'intellettuale nel mondo moderno e il virtuosismo stilistico lascia il posto a una più contenuta maturità d'espressione. Altre sue opere furono Tormenta (1977), nell'almanacco Metropol (Mosca 1979), il racconto Molti cani e un cane. 
Le poesie di Bella Achmadulina sono state pubblicate in Italia nelle raccolte Poesie scelte (a cura di Donata De Bartolomeo, pubblicato dalla Fondazione Marino Piazzolla, 1993) e in Poesia (Spirali 1998).